# Piz Lagrev
Der Piz Lagrev ⓘ (zu vorrömisch grava ‚Kies‘, rätoromanisch grava ‚Flussgeschiebe, feines Geröll in den Bergen‘) ist ein 3165 m ü. M. hoher Berg südlich vom Julierpass in den Albula-Alpen im Schweizer Kanton Graubünden. Durch die Nähe zum 2284 m ü. M. hohen Julierpass ist er ein beliebter, einfach zu erreichender Skitourenberg.

## Lage und Umgebung
Der Piz Lagrev gehört zur Lagrev-Gruppe, einer Untergruppe der Albula-Alpen. Er ist die höchste Erhebung des Gebirgstocks zwischen dem Septimerpass im Südwesten, dem Julierpass im Norden, dem Oberengadin im Südosten und dem Oberhalbstein im Nordwesten. Unmittelbar am südöstlichen Fuss des Berges liegt die Ortschaft Sils, aber besonders vom südwestlich gelegenen Maloja aus gesehen erscheint der Piz Lagrev als beeindruckende Felsformation. Neben dem weitreichenden Panorama vom Gipfel in alle Richtungen ist besonders der Tiefblick zum Silsersee bemerkenswert. Mit einer Schartenhöhe von 856 Metern ist der Piz Lagrev ein relativ eigenständiger Berg.
Über den Gipfel verläuft die Gemeindegrenze zwischen Surses im Nordwesten und Sils im Südosten. Die Grenze zu Silvaplana befindet sich nur 720 m nordöstlich des Gipfels, beim Vorgipfel des Piz Lagrev.
Zu den Nachbargipfeln gehören der Piz da las Coluonnas im Norden, der Piz Polaschin im Nordosten, sowie Piz d’Emmat Dadora, Piz d’Emmat Dadaint und Piz Materdell im Westen. Südwestlich des Gipfels befindet sich die Fuorcla Grevasalvas, im Nordosten die Fuorcla Lagrev. Ausserdem befinden sich der Leg Grevasalvas und der Lej Lagrev in der Nähe des Berges.
Der am weitesten entfernte sichtbare Punkt (44° 14′ 3,6″ N, 7° 1′ 23,8″ O) vom Piz Lagrev ist die Guglia di San Bernolfo (2600 m s.l.m.) in der Italienischen Provinz Cuneo (Piemont) nahe der Landesgrenze zur Französischen Region Provence-Alpes-Côte d’Azur und ist 324 km entfernt.
Nordöstlich des Nordgipfels besitzt der Gipfel einen kleinen Gletscher, den Vadret Lagrev.
Talorte sind Sils und Bivio. Häufiger Ausgangspunkt ist der Julierpass.

## Routen zum Gipfel

### Sommerrouten

#### Von Norden über den Vadret Lagrev
- Ausgangspunkt: Chamanna dal Stradin (2161 m) an der Julierpassstrasse
- Via: Gianda Polaschin, Lej Lagrev (2719 m), Vadret Lagrev, Nordostgipfel (3109 m)
- Schwierigkeit: L
- Zeitaufwand: 3½ Stunden
- Bemerkung: Der Vadret Lagrev ist zwar harmlos, doch sind wegen der Ausaperung im Hochsommer und Herbst Steigeisen unerlässlich.

#### Vom Lej da la Tscheppa über den Vadret Lagrev
- Ausgangspunkt: Sils (1793 m) oder Silvaplana (1799 m)
- Via: Lej da la Tscheppa (2617 m), P. 2797 am Südwestende der Crasta Tscheppa, Vadret Lagrev, Nordostgipfel (3109 m)
- Schwierigkeit: L, bis Lej da la Tscheppa als Wanderweg weiss-rot-weiss markiert
- Zeitaufwand: 5 Stunden (2½ Stunden vom Lej da la Tscheppa)
- Bemerkung: Normalroute im Sommer; da sie durch eine Wildruhezone führt, darf sie von Anfang Dezember bis Ende Juni nicht begangen werden. Wegen der Ausaperung des Gletschers im Hochsommer und Herbst sind Steigeisen unerlässlich.

#### Durch die Südmulde
- Ausgangspunkt: Plaun da Lej (1798 m)
- Schwierigkeit: L
- Zeitaufwand: 4½ Stunden
- Alternative: von Plaun dal Crot der Ova dal Crot entlang

#### Über den Südostgrat des Südgipfels
- Ausgangspunkt: Plaun da Lej (1798 m)
- Schwierigkeit: ZS
- Zeitaufwand: 5 Stunden
- Bemerkung: Einige schöne Kletterstellen (III und IV), weist aber andernorts brüchigen Fels auf.

#### Durch das Südwandcouloir
- Ausgangspunkt: Plaun da Lej (1798 m)
- Schwierigkeit: WS
- Zeitaufwand: 4½ Stunden
- Erstbegeher: Ludwig Norman-Neruda mit Christian Klucker, 15. August 1889 auf einer Variante; Hans Peter Cornelius, August 1911 auf einer anderen.
- Bemerkung: Steinschlaggefährdet, kaum begangen, wenig ratsam

#### Über den Südwestgrat
- Ausgangspunkt: La Veduta an der Julierpassstrasse (2237 m) oder Plaun da Lej (1799 m)
- Via: Fuorcla Grevasalvas (2687 m), Südwestgrat, Südgipfel (3083 m)
- Schwierigkeit: ZS, bis Fuorcla Grevasalvas als Wanderweg weiss-rot-weiss markiert
- Zeitaufwand: 4 Stunden von La Veduta oder 5½ Stunden von Plaun da Lej (2½ Stunden von der Fuorcla Grevasalvas)
- Erstbegeher: M. Finzi mit Adolf Schaller und Josef Biner, 31. August 1921
- Bemerkung: Eher gefährliche als schwere Route

#### Durch die Rinne der Westwand
- Ausgangspunkt: La Veduta an der Julierpassstrasse (2237 m) oder Plaun da Lej (1799 m)
- Via: Fuorcla Grevasalvas (2687 m), Westwand-Rinne
- Schwierigkeit: ZS, bis Fuorcla Grevasalvas als Wanderweg weiss-rot-weiss markiert
- Zeitaufwand: 4 Stunden von La Veduta oder 5½ Stunden von Plaun da Lej (2½ Stunden von der Fuorcla Grevasalvas)
- Erstbegehung: Durch S. Gysperger und Christian Zuan, 17. September 1904

#### Über die Fuorcla Lagrev
- Ausgangspunkt: La Veduta an der Julierpassstrasse (2237 m)
- Via: Leg Grevasalvas (2390 m), Fuorcla Lagrev (2863 m), Vadret Lagrev, Nordostgipfel (3109 m)
- Schwierigkeit: BG, bis Leg Grevasalvas als Wanderweg weiss-rot-weiss markiert
- Zeitaufwand: 3½ Stunden

### Winterrouten
Die Route von Silvaplana über Lej da la Tscheppa führt durch ein Wildschongebiet und ist deshalb zu unterlassen.

#### Von der Alp Güglia
Im Winter wird vorwiegend nur der Nordostgipfel bestiegen.
- Ausgangspunkt: Alp Güglia (2215 m) an der Julierpassstrasse
- Via: Lej Lagrev (2719 m), Vadret Lagrev zum Nordgipfel (3109 m)
- Expositionen: N, NE
- Schwierigkeit: ZS-
- Zeitaufwand: 3 Stunden
- Bemerkung: Lawinengefahr im untersten Abschnitt ist zu beachten (Steilstufe bis 35°)

## Galerie

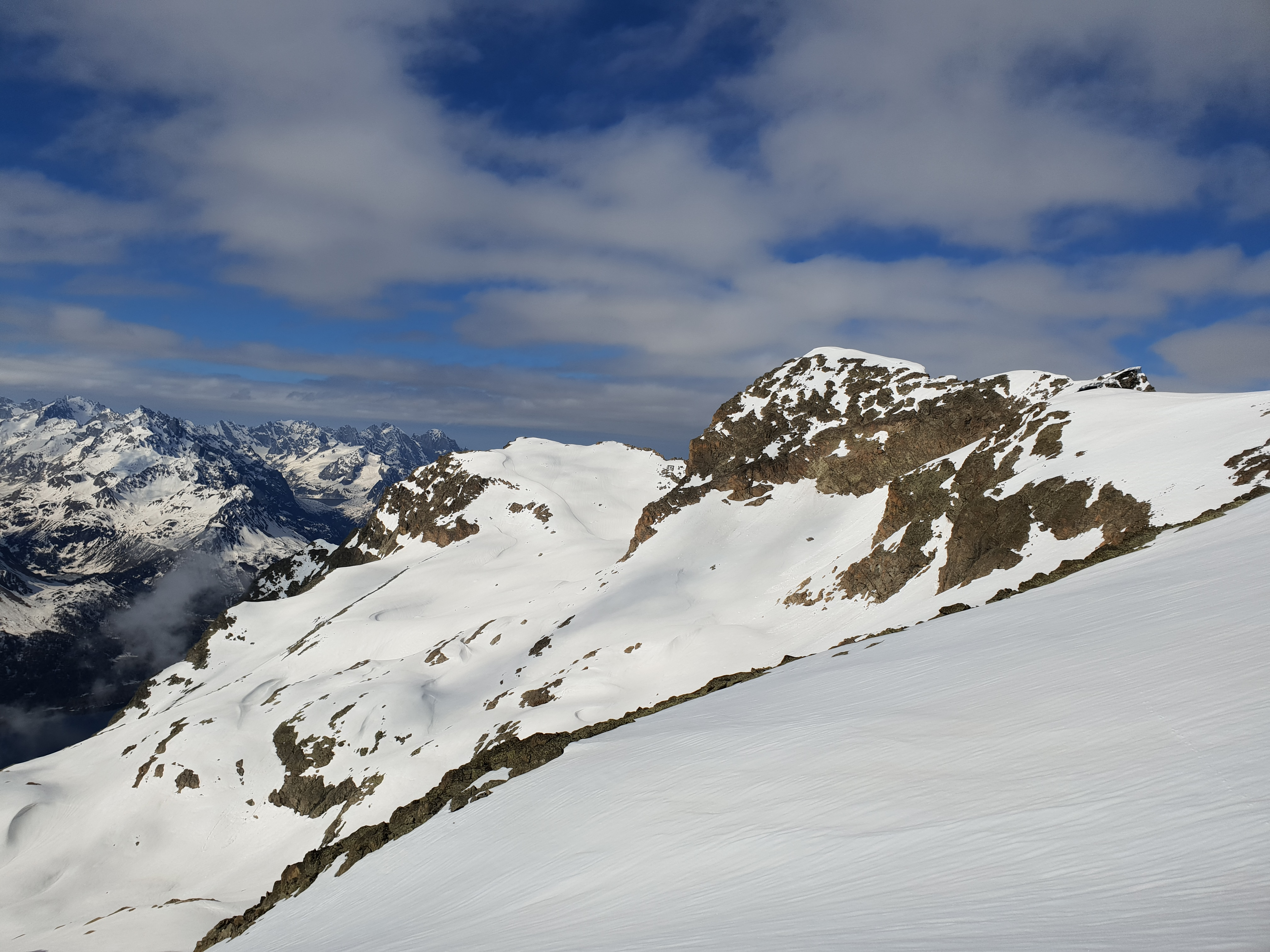
Der Hauptgipfel des Piz Lagrev, aufgenommen vom Nordostgipfel.
In der Bildmitte der Piz Lagrev auf einer Aufnahme vom Walter Mittelholzer (1925). Nach links unten verläuft der Vadret Lagrev, der heute kaum noch vorhanden ist und wo sich heute der Lej Lagrev befindet.
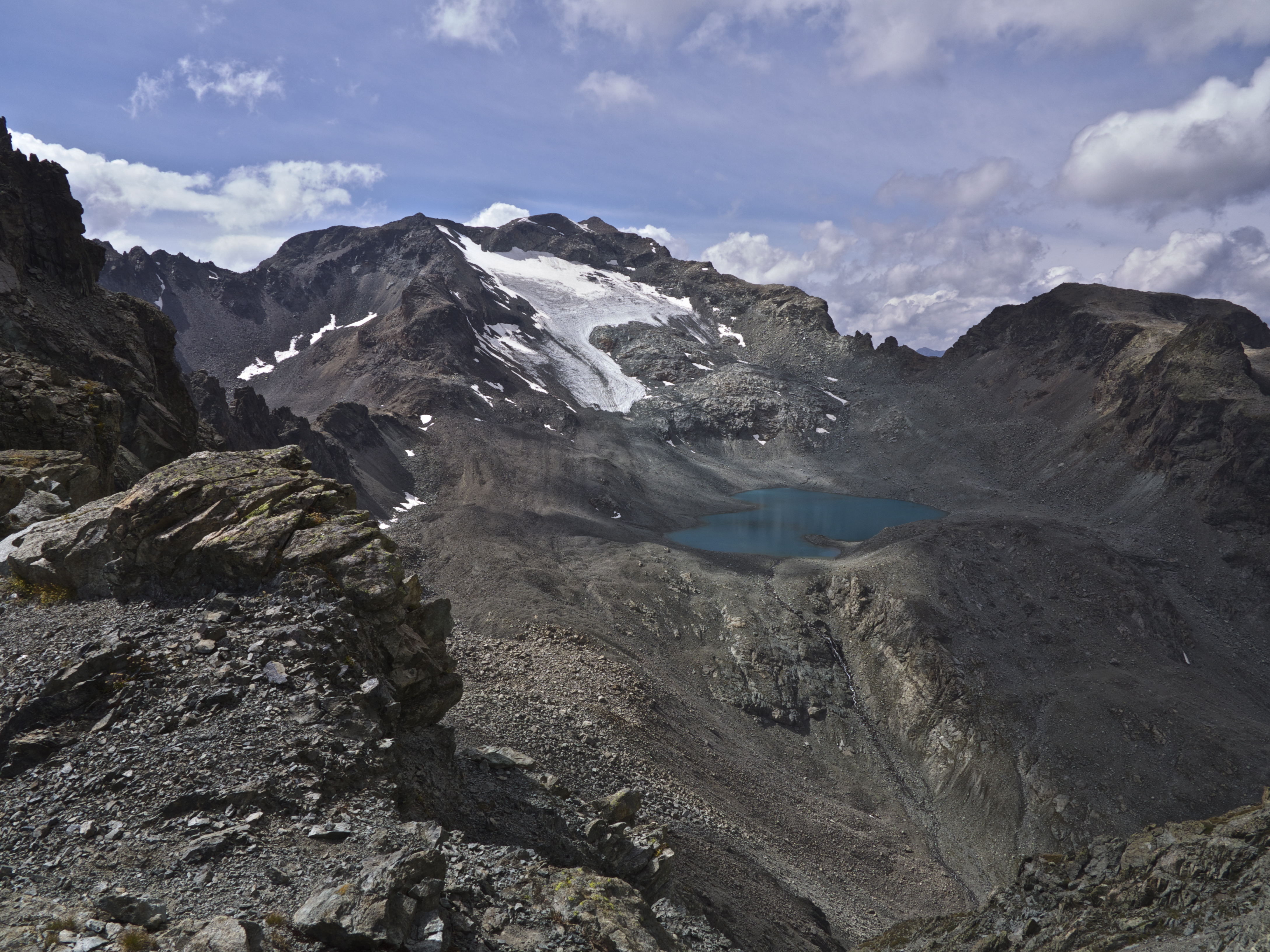
Zum Vergleich ein aktuelles Foto des Piz Lagrev mit Lej Lagrev und Vadret Lagrev, aufgenommen vom Piz Polaschin.
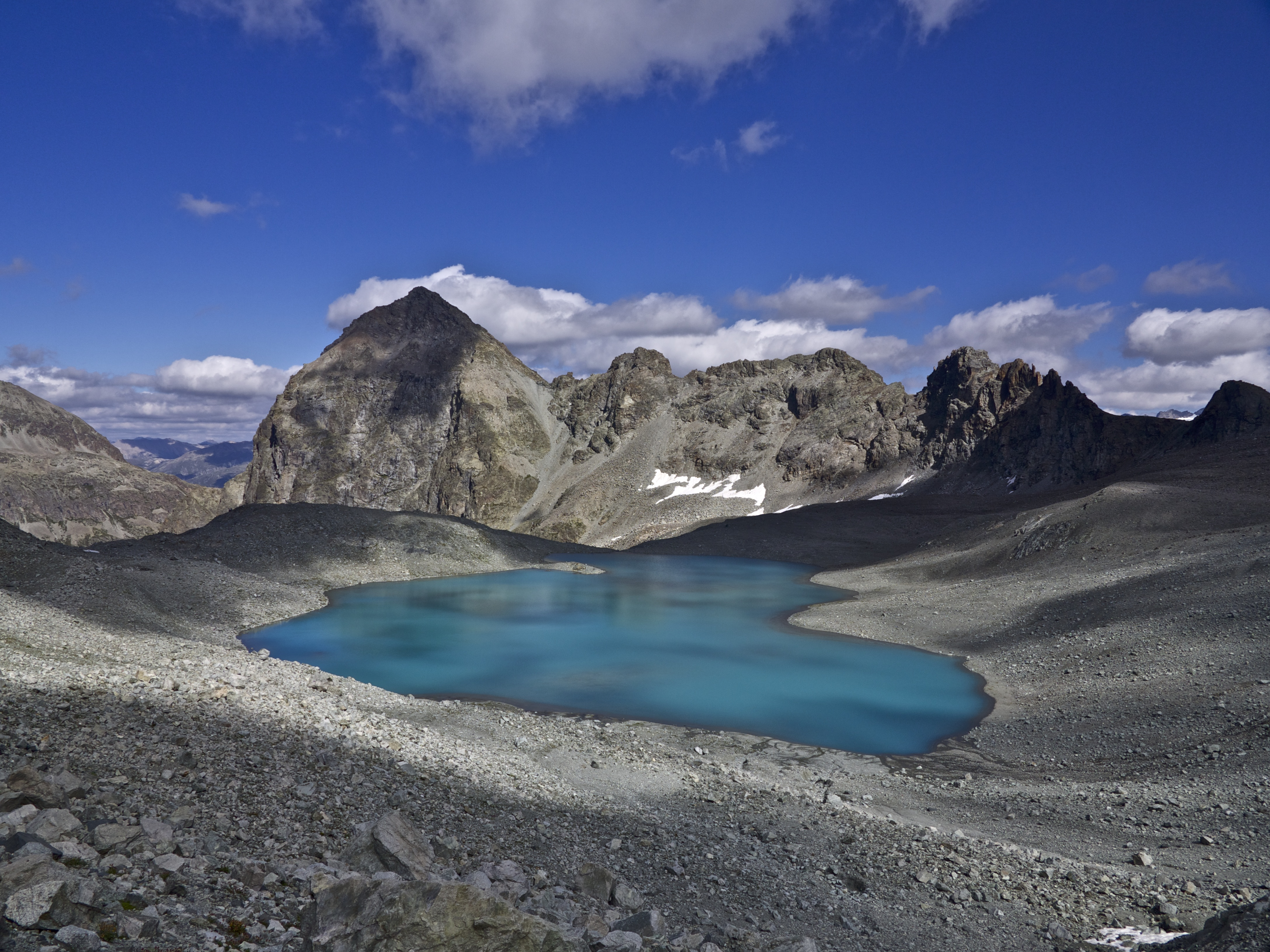
Lej Lagrev in der Gianda Lagrev, im Hintergrund der Piz Polaschin
Die Lagrev-Gruppe, aufgenommen von Furtschellas über Segl Maria.